# 澤木興道
澤木 興道（さわき こうどう、道号：祖門、1880年6月16日 - 1965年12月21日）は、明治から昭和を代表する日本の曹洞宗の僧侶である。定住する寺を持たなかったことから、「宿なし興道」と呼ばれる。

## 生涯

### 出生から沢木家の養子になるまで
1880年（明治13年）に三重県津市新東町に父・多田惣太郎、母・しげの四男として生まれた。幼名を多田才吉という。多田家は家業として、人力車の部品の金具を製造販売していた。その後4歳で母しげを病で、1887年（明治20年）2月には、7歳で父の惣太郎を亡くして一家離散。津市矢下の父方の叔母である「ひいの」方に預けられた。しかし、その8月には叔父（ひいのの夫）急逝。一身田（地名）の提灯屋、沢木文吉・ひさの養子となる。

### 永平寺への家出から出家得度まで
1888年（明治21年）、賭博開帳の折、見張りをさせられる。遊里の2階で急死した男を見て無常を痛感する。1895年（明治28年）秋、大阪の友達のところへ夜逃げするも、すぐに連れ戻される。1896年（明治29年）6月10日、2回目の家出をし、永平寺に向かう。11月、福井県坂井郡竜雲寺長昌庵に寄寓。1897年（明治30年）正月、永平寺を出発。熊本県天草郡楠浦の宗心寺に向かい、同寺の小僧となる。そして12月8日、宗心寺沢田輿法和尚に就いて出家得度、「興道」の法名をさずかる。

### 笛岡凌雲方丈から日露戦出征、沢田禅興和尚
1899年（明治32年）春、遍参の志を抱き宗心寺を無断で出る。兵庫県氷上郡、圓通寺に掛錫。但馬浜坂町、竜雲寺の戒会で初めて笛岡凌芸方丈に出会う。翌1900年（明治33年）、笛岡凌雲方丈に随身。そして興道一人だけのために『学道用心集』『永平清規』などの講義をしたという。しかし12月には、名古屋の歩兵三十三聯陳に入営する。1903年（明治36年）12月に満期除隊するが、翌1904年（明治37年）3月に日露戦争へ出征する。8月に重傷を負って11月に傷病兵として帰郷するも、奉天会戦のために再出征して1906年（明治39年）1月にようやく帰国する。8月、宗心寺沢田禅興和尚に就いて伝法嗣法。秋、真宗高田派専門学校に入学。

### 法隆寺勧学院から大徹堂まで
1908年（明治41年）12月、法隆寺勧学院に入り、佐伯定胤に唯識を学んだ。これより各地の道場を転々とし、「移動僧堂」「宿無し興道」と称された。1912年（明治45年）春、初めて永平寺眼蔵会に上山。そして12月には法隆寺勧学院を去って松阪・養泉寺僧堂単頭に赴任。翌1913年（大正2年）5月、奈良県吉野郡下北山村正法寺にて丘宗潭に初相見。1914年（大正3年）春、静岡・安養寺結制にて丘老師の西侍をつとめる。そして8月、養泉寺を去る。初秋、常福寺に入り、坐禅に明け暮れる。1916年（大正5年）5月、丘宗潭の命で熊本・大慈寺僧堂講師となる。そして旧制第五高等学校生徒にも坐禅を指導する。1921年（大正10年）8月17日、丘宗潭が遷化したので、翌1922年（大正11年）春、大慈寺を去って熊本市楠木町に借家を借り、それを「大徹堂」と名づけた。さらに翌年には熊本駅裏の万円山に移り、請われるままに参禅会に出かける。

### 駒澤大学教授・總持寺後堂、安泰寺での遷化
1935年（昭和10年）4月、駒澤大学教授に就任。12月には總持寺後堂に就任。鎌田茂雄や酒井得元を始めとする学生の坐禅指導を行い、それまで選択科目であった坐禅を必修科目とさせ、徹底した坐禅教育を行った。 ｢何にもならんもののためにただ坐る｣という只管打坐を貫き、その一生を通じて実践して見せた。1940年（昭和15年）10月、栃木県下都賀郡富山村の大中寺に天暁禅苑を開単する。1941年5月、中国東北部（満洲）巡錫。6月、総持寺後堂を退任。翌年5月、再び中国東北部に再巡錫。1943年（昭和18年）、東京都渋谷区千駄谷町に至誠寮を開く。翌年3月、至誠寮は戦時強制疎開によりて撤去されたため、渋谷区大和田町の丸山鶴吉宅に移転。1946年（昭和21年）4月、大桐院（静岡県森町）専門僧堂堂長。妙説庵（京都市）尼僧堂堂長。1949年6月、東京都港区芝三田松坂町、藤田次郎宅に移転。同宅にて参禅道場を開く。8月、京都市・安泰寺に紫竹林参禅道場開設。坐禅の指導に当たり、安泰寺では弟子の内山興正と共に後進の指導に当たった。1963年（昭和38年）3月、駒澤大学教授を辞任、7月は発病のため京都・安泰寺に引退・移動叢林終わる。
1965年12月21日午前1時50分、安泰寺にて遷化。遺体は京都大学解別室へ献体。

### その他

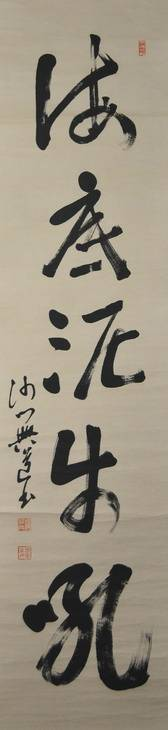
澤木興道の墨跡「海底泥牛吼」（海の底で泥の牛が吼える）

その思想、指導方法はアメリカのスタンフォード大学にある曹洞禅センターにも受け継がれている。
駒澤大学の禅文化博物館には禅堂より移転した澤木興道の木像が、弟子の弟子丸泰仙の木像と共に安置されているほか、大学図書館には蔵書が澤木文庫として保管されている。

## 弟子
- 村上光照 - 京都大学で湯川秀樹のもとで素粒子物理学の研究に従事した経験を持つ異色の禅僧

## 著作・講演
- 『永平仮名清規』（万日山人、1933年）
- 『参禅会要文抄』（万日山人、1934年）
- 『禅談』（大法輪閣、1938年／ちくま文庫、2018年）
- 『坐禅の仕方と心得』（佐々木書院、1939年／大法輪閣、2017年）
- 『証道歌を語る』（大法輪閣、1940年）
- 『生活即禅』（山喜房仏書林、1940年）
- 『観音経提唱』（東晃社、1944年）
- 『宇宙一ぱいの自己』（大法輪閣、1950年）
- 『人間最後にもとむるもの』（東洋文化協会、1951年）
- 『禅とは何か』（誠信書房、1962年）
- 『道元禅の神髄』（誠信書房、1963年）
- 『禅に生きる 沢木興道』（酒井得元著、誠信書房、1956年）
- 『沢木興道聞き書き　ある禅者の生涯』（酒井得元著、講談社学術文庫、1984年）
- 『禅に聞け 沢木興道老師の言葉』（櫛谷宗則編、大法輪閣、1986年、新版2015年）
- 『禅を語る 沢木興道講演集』（成田英道編、大法輪閣、1998年）
- 『沢木興道生きる力としてのZen』（櫛谷宗則編、大法輪閣、2003年）
- 『澤木興道老師のことば』（櫛谷宗則編、大法輪閣、2007年）

### 全集
- 『澤木興道全集』（全18巻・別巻1、大法輪閣、1966年、オンデマンド版2013年）